# Войденов, Василий Петрович
Василий Петрович Войденов (1852—1904) — русский духовный композитор.

## Биография
Родился 20 марта (1 апреля) 1852 года в г. Инсаре Пензенской губернии. Отец Пётр Никитич Войденов (1827—1896) — сын дьячка, по исключении из низшего отделения Пензенской духовной семинарии был определён послушником и письмоводителем Пензенского Спасо-Преображенского монастыря. В 1850 году посвящён в стихарь и с 1851 года был диаконом Инсарской соборной церкви; с 1857 года — пономарь Николаевской церкви Пензы и диакон Троицкого женского монастыря. Мать, Анисья Ивановна (1831 — после 1908).
С 1865 года Василий учился в духовном училище, в 1869—1874 годах — в Пензенской духовной семинарии.
В 1880 году он окончил класс специальной теории (до 1878 года занимался у П. И. Чайковского) Московской консерватории и был приглашён преподавателем сольфеджио в музыкально-драматическое училище Московской консерватории (с 1898 года — ординарный профессор), а также на должность капельмейстера и регента церковного хора 1-й Московской гимназии и преподавателем церковного пения в Московской духовной семинарии.
В 1895 году переехал в Пензу, где занял должность руководителя певческого хора Троицкого женского монастыря. Благодаря ему монастырь стал одним из центров хорового пения в Пензенской епархии; во многих церковных приходах Войденов помогал создавать церковные хоры.
Он оставил после себя огромное музыкальное наследие: 11 евангельских песен, 8 антифонов, цикл херувимских песен, в том числе: «Радуйся, Богородице Дево», «Все упование мое» и две воскресные «евангельские» стихиры. Из его сочинений наиболее известны: «Единородный сыне», несколько херувимских песен, «Милость мира», «Аллилуарий», два >«Хвалите Господа с небес», «Ныне отпущаеши», «Хвалите имя Господне», «Ныне силы небесные», «Вкусите и видите».
«Композиторская манера его сводится к подражанию стилю старинных европейских композиторов-контрапунктистов и основана на умелом применении различных форм контрапункта. По своему построению и содержанию сочинения его довольно оригинальны. Несмотря на применение диссонирующих аккордов, гармония их вообще проста и не лишена интереса. Иногда встречается несимметричный ритм. Текст большей частью не повторяется. Слова, за немногими исключениями, произносятся одновременно». 
Умер в Москве 15 (28) сентября 1904 года.